# منشاو
شهر منشاو (به آلمانی: Monschau) در ایالت نوردراین-وستفالن در کشور آلمان واقع شده‌است.

## نگارخانه

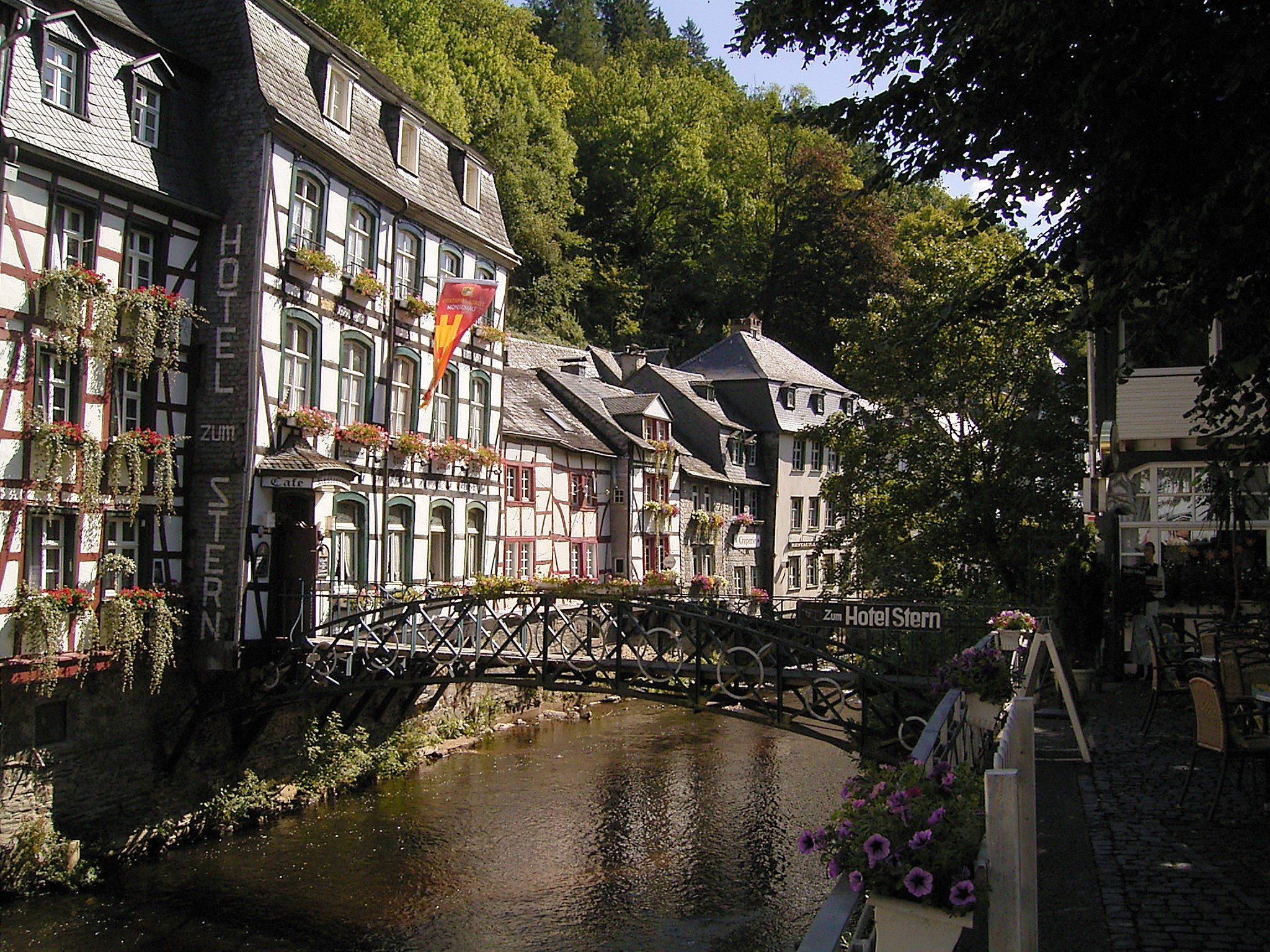
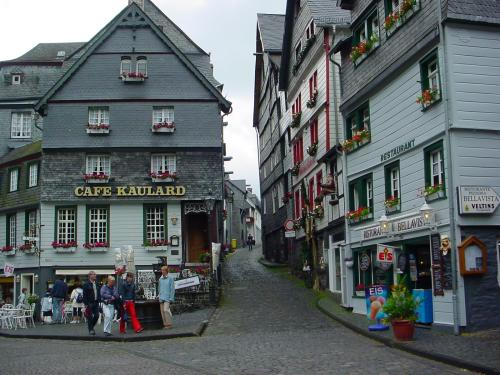
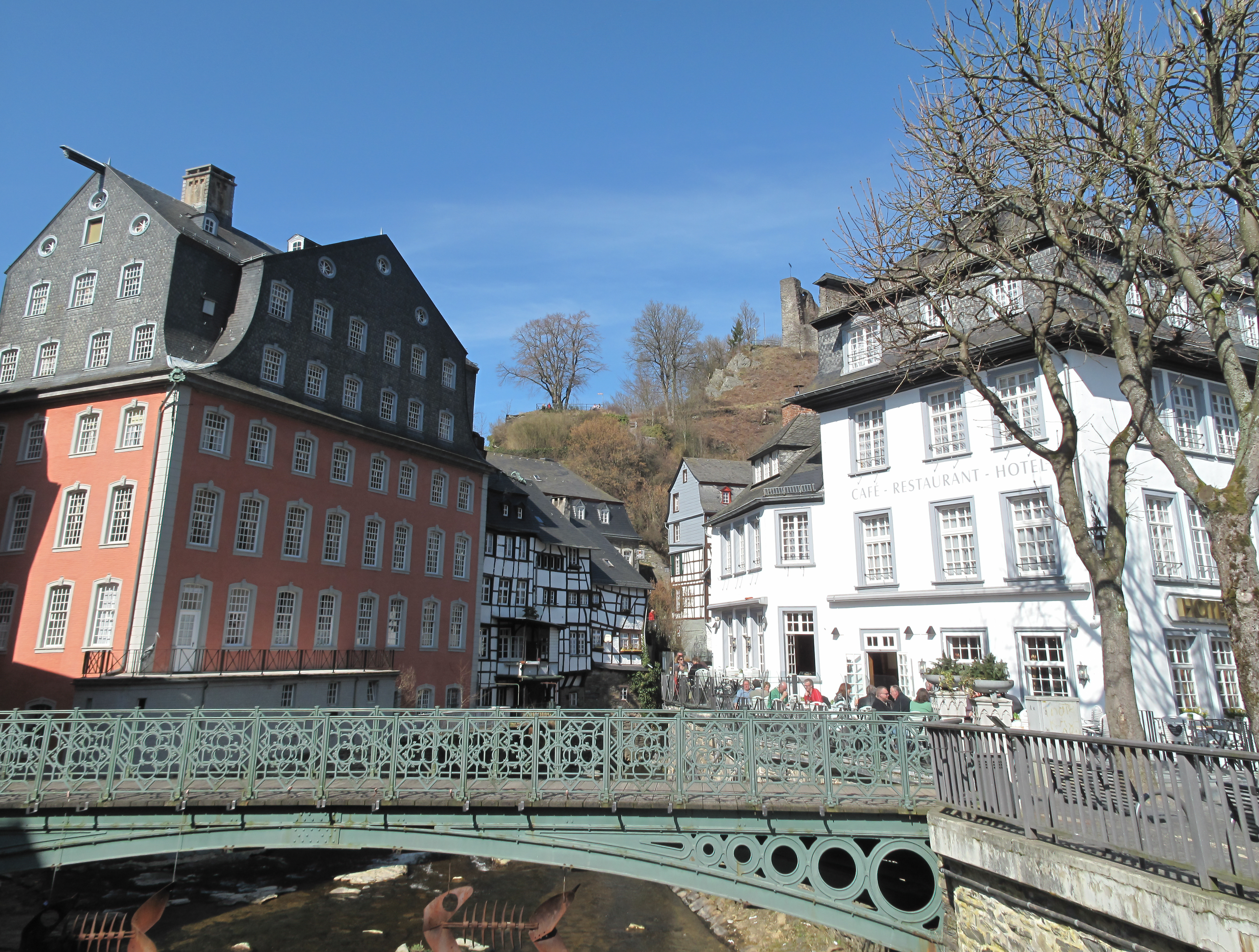
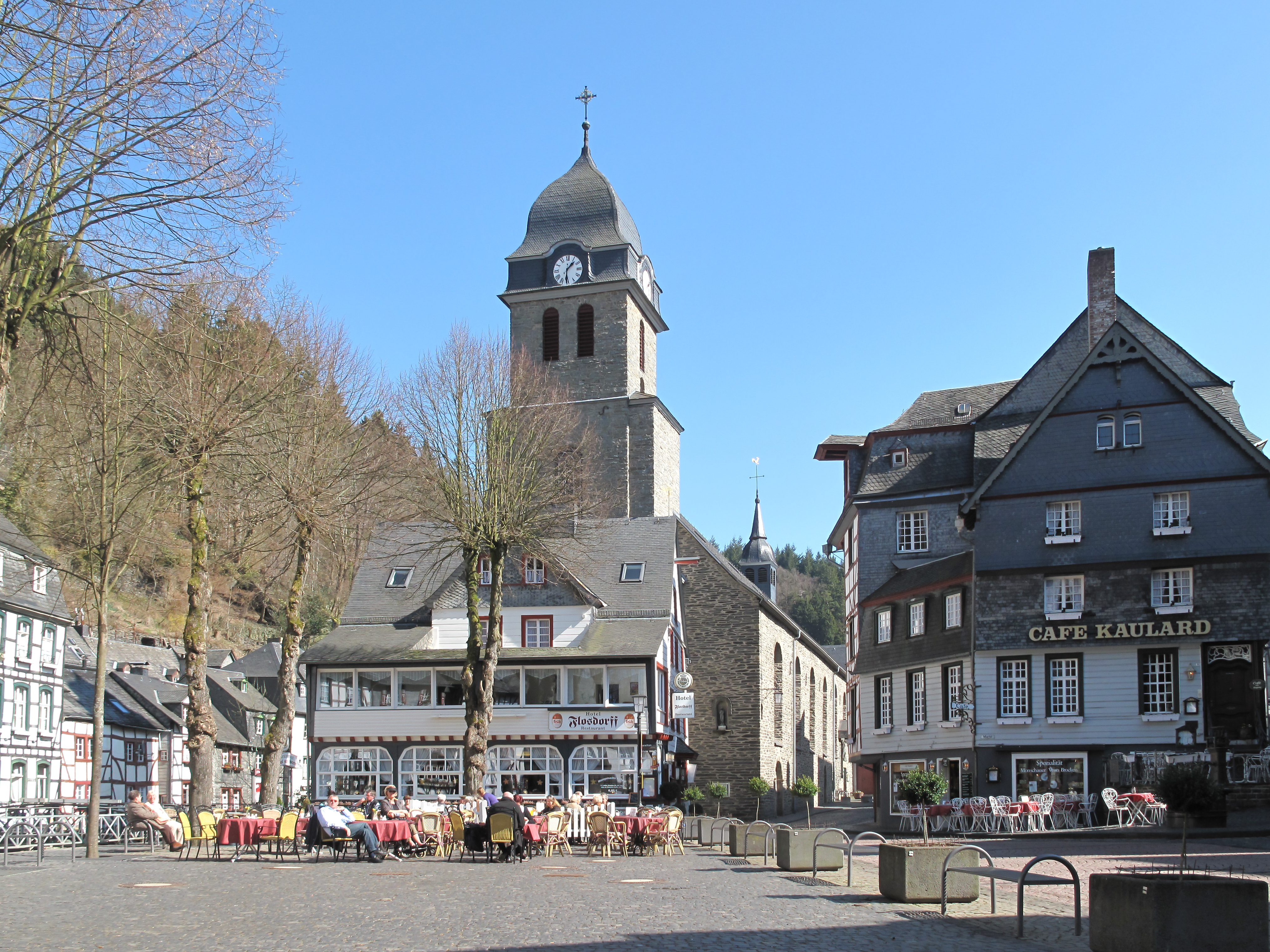
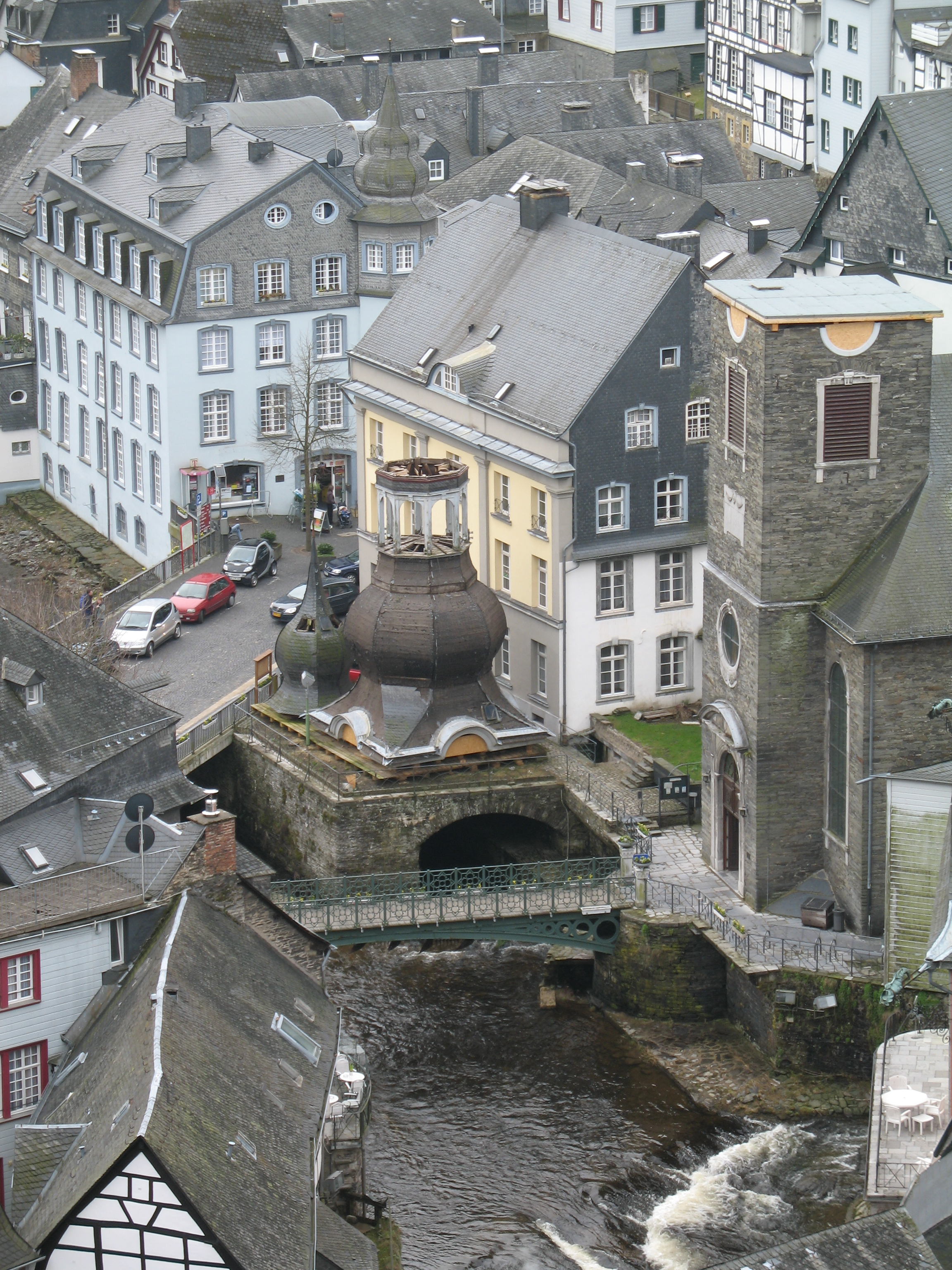